# Гроздовник виргинский
Гроздо́вник вирги́нский (лат. Botrýchium virginiánum) — многолетний папоротник, вид рода Гроздовник, один из наиболее крупных представителей рода.

## Ботаническое описание

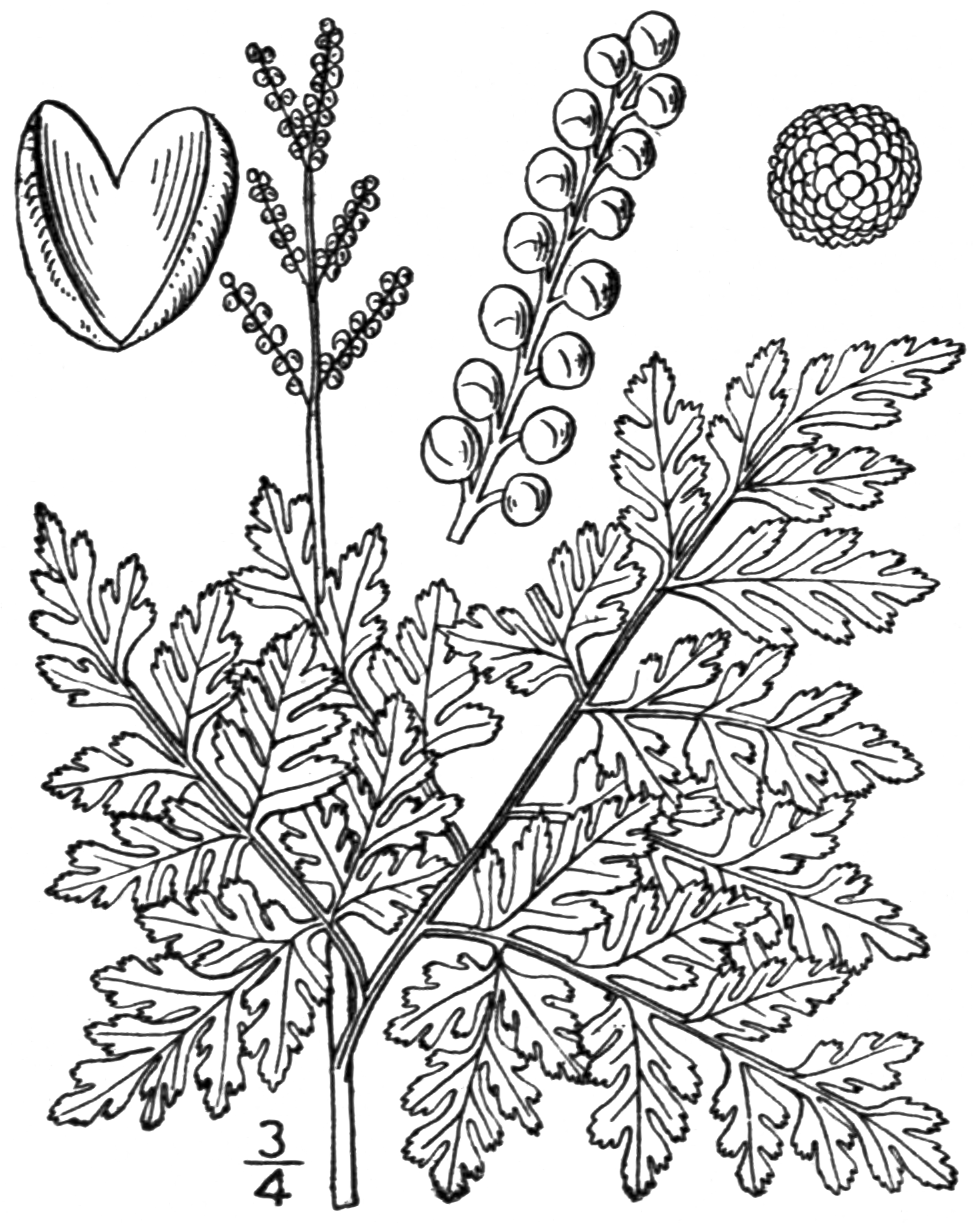
Ботаническая иллюстрация из книги Н. Л. Бриттона и А. Брауна «An Illustrated Flora of the Northern United States, Canada and the British Possessions», 1913

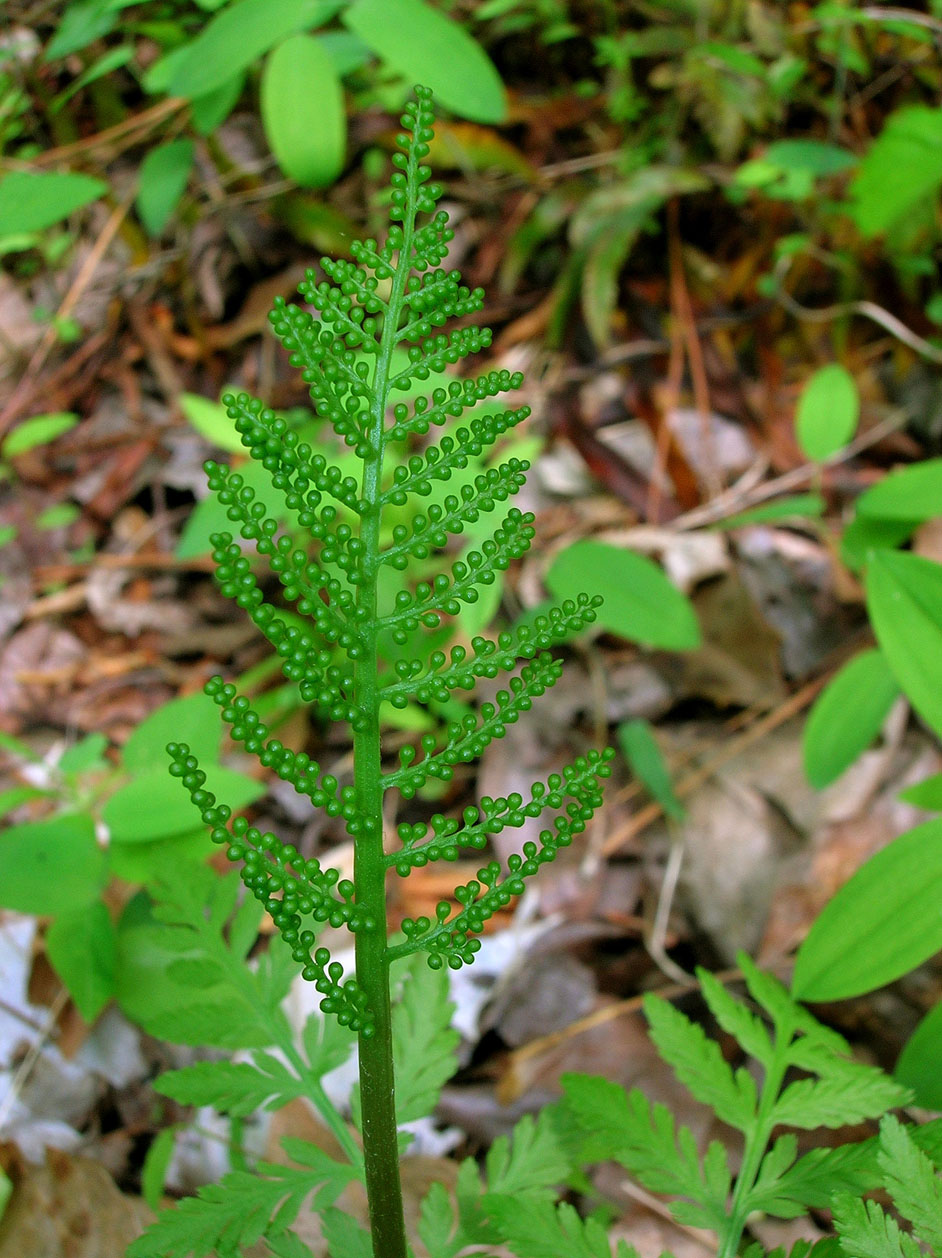
Спороносная часть растения

Растение 20—45 см высотой. Всё растение опушённое, в начале вегетации более густо.
Корневище короткое нетолстое, с пучком шнуровидных корней.
Вегетативная часть вайи (листовидного органа) на первый взгляд напоминает лист зонтичного растения: в очертании она широкотреугольная, или пятиугольно-сердцевидная, или же дельтовидно-сердцевидная, трижды перисто-раздельная, тёмно-зелёная, мягкая, отходит от середины общего стержня. Сегменты первого порядка — нижние в очертании треугольно-овальные, верхние — продолговатые или яйцевидно-ланцетные. Сегменты второго порядка — узколанцетные, перисто-раздельные, с небольшими продолговатыми остро-неравнозубчатыми заострёнными долями третьего порядка (7—14 пар). Конечные сегменты налегают друг на друга. Пластинка вайи голая, перепончатая. Черешок длинный, 5—25 см, покрыт редкими длинными волосками.
Спороносная часть имеет длинную ножку (5—23 см), дважды или трижды перисто-разветвлённая, до 13 см длины и 3,5 см ширины. Спорангии плодущих вай свободные, расположенные двурядно в сложных колосках или метёлках. Споры бледные буровато-жёлтые, трёхлучевые, шаровидно-тетраэдрические крупнозернистые бугорчатые, с тремя полосками.
Споры в европейской части России и в Восточной Сибири созревают в июле — августе.
Число хромосом 2n = 184.

## Распространение и экология
Гроздовник виргинский — реликт неморальной флоры.
Основная часть ареала — в Северной Америке, где вид распространён от Южной Аляски до Лабрадора на севере до Флориды, Техаса, Аризоны и Мексики на юге. В Европе — в центральной и восточной частях и в Скандинавии, также встречается в Японии и Китае, мелкие фрагменты ареала находятся в Южном полушарии: в Южной Америке (восточные Анды, Перу), Австралии (Тасмания) и Новой Зеландии.
Описан «из Америки».
В России встречается в северных, центральных и южных областях европейской части, в Западной (по Оби и на Алтае) и Восточной Сибири (бассейн Енисея).
Летнезелёное растение, мезофит.
Растёт в сырых смешанных, еловых и широколиственных лесах, берёзовых колках, на опушках, по полянам и вырубкам, по окраинам болот, на лесных лугах и между кустарниками на богатой и рыхлой почве. Встречается на известняковых скалах.

### Охранный статус
Включён в Красные книги Беларуси, Латвии, Литвы, Украины, Эстонии, большого числа субъектов России.

## Хозяйственное значение и применение
Хозяйственного значения гроздовник виргинский не имеет.
Листья применяют как седативное, противосудорожное, спазмолитическое, вяжущее, жаропонижающее, детоксикационное при укусах змей, ранозаживляющее.

## Таксономия

### Инфравидовые таксоны
- Botrychium virginianum subsp. virginianum
- Botrychium virginianum subsp. europaeum (Ångstr.) Jáv., 1924 — Гроздовник европейский — отличается от типового подвида более крупными спорангиями и налегающими конечными сегментами[4].

### Синонимы
По данным базы Checklist of Ferns and Lycophytes of the World по состоянию на декабрь 2015 года, в синонимику номинативного подвида входят:
- Botrychium anthemoides C.Presl, 1848 — Гроздовник пупавковидный
- Botrychium brachystachys Kunze, 1844
- Botrychium cicutarium (Savigny) Sw., 1806
- Botrychium dichronum Underw., 1903
- Botrychium gracile Pursh, 1814
- Botrychium virginianum f. gracile (Pursh) Clute, 1938
- Botrychium virginianum f. intermedium (Butters) Clute, 1938
- Botrychium virginianum f. laurentianum (Butters) Clute, 1938
- Botrychium virginianum subsp. meridionale (Butters) R.T.Clausen, 1938
- Botrychium virginianum var. cicutarium (Savigny) Clute, 1914
- Botrychium virginianum var. dichronum (Underw.) Clute, 1914
- Botrychium virginianum var. intermedium Butters, 1917
- Botrychium virginianum var. laurentianum Butters, 1917
- Botrychium virginianum var. meridionale Butters, 1917
- Botrychium virginianum var. mexicanum Hook. & Grev., 1833
- Botrypus cicutaria (Savigny) Holub, 1973
- Botrypus virginianus (L.) Michx., 1803
- Japanobotrychum cicutarium (Savigny) M.Nishida, 1958
- Japanobotrychium virginianum (L.) M.Nishida, 1958
- Osmunda cicutaria Savigny, 1797
- Osmunda virginiana L., 1753basionym
- Osmundopteris virginiana (L.) Small, 1938

Синонимами гроздовника европейского являются:
- Botrychium charcoviense Port., 1845
- Botrychium virginianum var. europaeum Ångstr., 1854
- Botrychium virginianum f. europaeum (Ångstr.) Clute, 1938

## Название
Видовой эпитет — виргинский, или вирджинский (лат. virginianum) — происходит от названия американского штата Виргиния (или иногда Вирджиния), находящегося в лесной зоне Северной Америки, где этот гроздовник является самым распространённым.